# Gorno Melnicsani
Gorno Melnicsani (macedónul: Горно Мелничани) település Észak-Macedóniában, a Délnyugati körzet Centar Zsupa-i járásában.

## Népesség
| Lakosok száma | 179  | 190  | 126  | 18   |      |
|               | 1948 | 1953 | 1961 | 1971 | 2002 |

- 2002-ben lakatlan település.